# Ciclo de vida dos sistemas
Ciclo de vida dos sistemas, tradução do inglês  System Lifecycle para o português do Brasil, é um conceito fundamental do processo de Engenharia de Sistemas. Neste ciclo se desenrolam todas as fases de desenvolvimento de sistemas artificiais, ou sistemas feito pelo homem, desde a concepção até a sua eliminação.
Como o processo de apoio logístico integrado é inerente na Engenharia de Sistemas, o entendimento do que seja o  ciclo de vida dos sistemas tem relevância na aplicação destes processos e recebe significativa cobertura nas obras citadas na bibliografia.
Em cursos especializados de âmbito internacional, voltados para projetos intensivos em tecnologia e desenvolvimento de produtos, ciclo de vida dos sistemas tem sido uma das unidades de ensino fundamentais para expansão dos demais conhecimentos da Engenharia de sistemas, uma vez que abrange o domínio da definição de um problema; o domínio da solução procurada; os conceitos chaves e relacionamentos; os relacionamentos entre produtos de trabalho na definição do problema e na satisfação de todos os envolvidos; e, finalmente, por comportar diferentes estratégias de desenvolvimento, como em cascata (do inglês waterfall), incremental (do inglês incremental), evolucionário (do inglês evolutionary) e em espiral (do inglês spiral).
Ciclo de vida dos sistemas,  expressão composta de ciclo de vida (derivada do inglês lifecycle), mais uma qualificação para uma determinada área de aplicação – sistemas, tem sido compreendida segundo suas partes componentes: o ciclo de vida e os sistemas.

## Parte componente: ciclo de vida
Gil Branco Filho, define ciclo de vida como o tempo durante o qual um Item conserva sua capacidade de utilização. O período compreende desde sua aquisição até que é substituído ou é objeto de Restauração/Reparação.
Na Internet encontram-se vários sites que buscam definir ciclo de vida, tal como em definição de ciclo de vida. Quando se referindo a um determinado contexto, a expressão ciclo de vida vem seguida de um qualificativo para torná-la clara (vide a desambiguação para ciclo de vida).

## Parte componente: sistema
"Sistema" comporta muitas definições. Pode ser, por exemplo, um Conjunto de elementos (concretos ou abstratos) interligados e que funciona como um todo estruturalmente constituído. Os sistemas são os principais objetos de estudo na teoria de sistemas.
A teoria de sistemas é coberta em várias obras de referência. Entre muitos autores que contribuem para o estudo e a compreensão do que sejam sistemas, encontra-se Karl Ludwig von Bertalanffy, criador da Teoria geral dos sistemas. Em língua inglesa, Blanchard e Fabrycky, em língua portuguesa Chiavenato.
Jones, referindo-se ao tempo de existência de um sistema, ao qual denomina tempo de vida (do inglês lifetime), sob a ótica da sua obtenção, esclarece que ele é composto de três estágios genéricos, que são: de pré-obtenção do sistema; de obtenção do sistema e de uso do sistema
Neste período de tempo de vida um sistema artificial, isto é, criado pelo homem, é desenvolvido segundo as fases de concepção, avaliação, teste e seleção, design e fabricação, operação e apoio, eliminação, em outras palavras, fases do ciclo de vida global de desenvolvimento do sistema

## Ciclo de vida qualificado
Em referências atuais, como em particular Jones, 2007, p. 2.1  o autor esclarece que, genericamente, a expressão qualificada para sistemas traz consigo a compreensão de que é usado para:
transmitir a ideia de que um sistema se desenvolve segundo diversas e distintas:fases, desde seu nascimento, passando pelo uso e chegando à eliminação, e cada fase:inclui ações ou condições específicas que contribuem para a sua finalidade, e para:identificação dos custos que compõe o seu custo de posse.. Segundo Jones, 2006, p. 11.1 custo de posse é o custo total incorrido para ter e usar um sistema ou item e inclui custos de pesquisa e desenvolvimento, custos de obtenção, custos de operação, custos de apoio e custos de eliminação.
Tal compreensão é ratificada em exemplos como os citados em seguida:
- Horstmann[11] considera o ciclo de vida do software como “englobando todas as atividades desde a análise inicial até a sua obsolescência.” (Horstmann, 2003, p. 572);
- Na comunidade lusófona da Wikipedia, no artigo Ciclo de vida, a definição de ciclo de vida em português do Brasil refere-se (ou é qualificada) à biologia;
- Já Ciclo de vida do produto refere-se ao produto, como o próprio título indica.

## Definição de ciclo de vida dos sistemas
Como ciclo de vida, ou a vida de um sistema, é um conjunto de atividades agrupadas em fases que se desenvolvem sequencialmente, desde o instante inicial da sua existência até a sua obsolescência e eliminação do inventário a que pertence, podendo se repetir em seguida, a partir da sua obsolescência ou eliminação, tantas vezes quantas o homem seu criador julgar necessárias; e
 como a expressão, quando qualificada em aplicações diversas, comporta definição particular ou específica relativa ao campo de abordagem em que foi empregada, a definição de ciclo de vida dos sistemas em Engenharia de sistemas,  segundo Blanchard e Fabrycky,  é:
"o exame dos sistemas abrangendo todas as fases da sua existência, incluindo desde a sua concepção e design, a sua produção ou construção, sua distribuição, sua operação, manutenção e apoio e, finalmente, sua eliminação."